# Matthias Graf

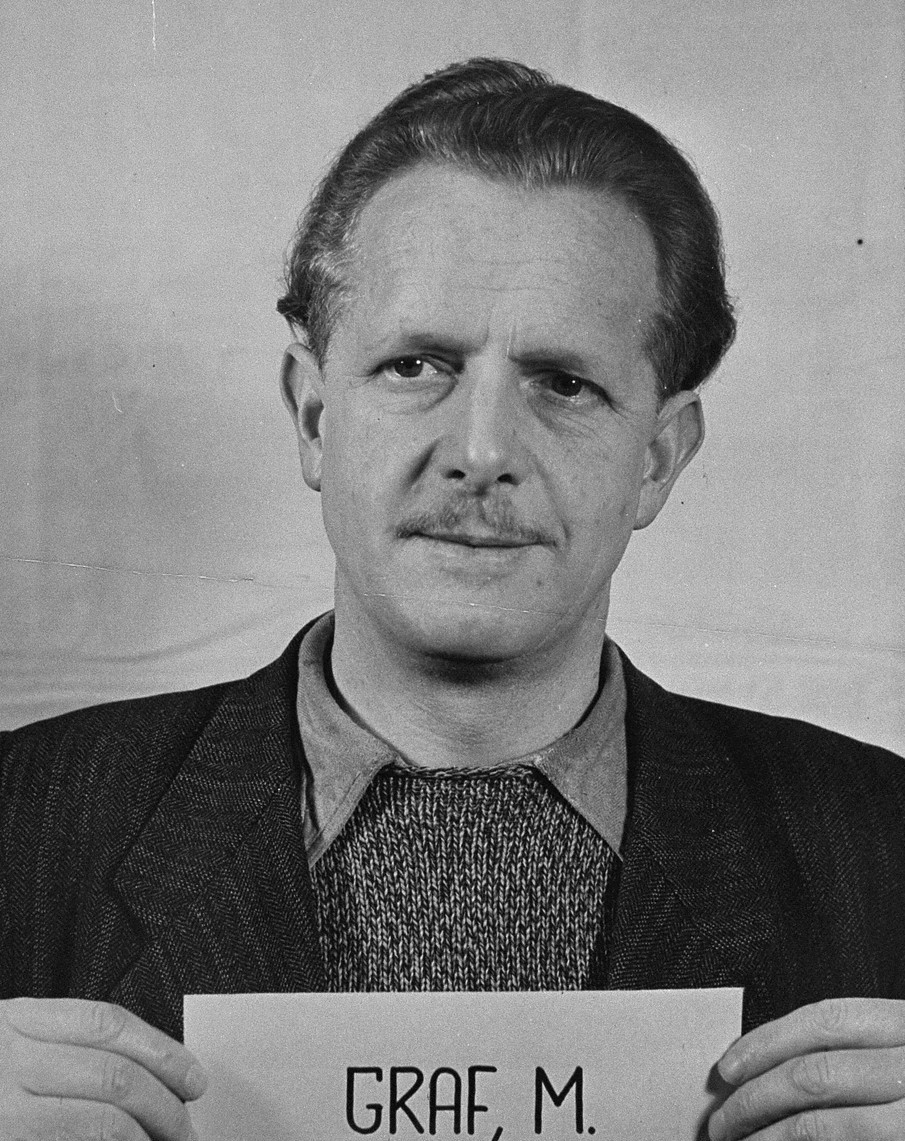
Matthias Graf beim Einsatzgruppen-Prozess

Matthias Graf (* 8. Mai 1903 in Sankt Mang; † 17. Februar 1994 in Kempten) war ein deutscher SS-Oberscharführer, der als Angehöriger des Einsatzkommandos 6 der Einsatzgruppe C am Mord an den Juden in der besetzten Ukraine beteiligt war. Graf wurde 1948 im Einsatzgruppen-Prozess zu einer Haftstrafe in Höhe der bereits verbüßten Untersuchungshaft verurteilt und freigelassen.

## Leben
Graf besuchte das Gymnasium und erhielt 1920 das Abitur. Danach arbeitete er als Handelsgehilfe. 1932 versuchte er, nach Südamerika auszuwandern, konnte dieses Vorhaben aber aufgrund von Devisenverkehrsbeschränkungen nicht verwirklichen.
Nach der „Machtergreifung“ trat Graf im April 1933 der SS bei. (SS-Nummer 272.603) Zum 1. Mai 1933 schloss er sich der NSDAP an (Mitgliedsnummer 3.423.504). 1936 wurde Graf aus der SS wegen „mangelnder Anwesenheit und allgemeiner Gleichgültigkeit den Zielen der Organisation gegenüber“ wieder ausgeschlossen. Von Oktober 1935 bis Anfang 1940 arbeitete Graf als selbständiger Kaufmann. 1940 versuchte er erneut zu emigrieren, dieser Plan scheiterte jedoch am Krieg. Im Januar 1940 wurde er für den Dienst beim Landrat Kempten dienstverpflichtet. Ab 1. März 1940 war er als „Beamter auf Kriegsdauer“ (BaK) in der SD-Außenstelle Kempten eingesetzt. Graf versuchte 1940, vom SD als Übersetzer zur Wehrmacht versetzt zu werden, und legte dafür eine Sprachprüfung ab, die er allerdings nicht bestand. Im April 1941 bat er erneut erfolglos um Versetzung zur Wehrmacht.
Von der SD-Außenstelle Kempten wurde Graf 1941 mit dem Dienstgrad SS-Unterscharführer zum Einsatz bei den Einsatzgruppen abkommandiert. Seine Einheit, das Sonderkommando 6, gehörte zur Einsatzgruppe C. Graf wurde zum Assistenten des SS-Offiziers Grimminger, der im Sonderkommando die Aufgaben des Amt III (SD und Abwehr) ausführte. Die Einsatzgruppe C operierte beim Überfall auf die Sowjetunion im rückwärtigen Heeresgebiet der Heeresgruppe Süd in der mittleren Ukraine. Nach Grimmingers Tod im Juli 1941 übernahm Graf dessen Aufgaben im Sonderkommando 6. Für eine kurze Zeit seines Einsatzes in der besetzten Sowjetunion war Graf zum Kommandeur der Sicherheitspolizei und des SD (KdS) in Stalino abgestellt, dann für fünf Wochen zum Verbindungsoffizier beim AOK 17. Ein Urlaub von fünf Wochen und Abwesenheit wegen Krankheit reduzierten Grafs eigentliche Zeit beim Sonderkommando um weitere vier Monate. Während seiner acht Monate im Sonderkommando 6 hatte Graf zu keinem Zeitpunkt die Kommandoverantwortung. Als Graf im September 1942 ein Teilkommando führen sollte, weigerte er sich. Daraufhin wurde er in Truppenarrest genommen. Das gegen ihn eingeleitete Disziplinarverfahren wurde eingestellt, Graf im Oktober 1942 nach Deutschland zurückbeordert.
Von 1947 bis 1948 war Graf einer von 24 Angeklagten im Einsatzgruppen-Prozess, sein Verteidiger war Rechtsanwalt Dr. Eduard Belzer unter Assistenz von Joseph Mayer. Der Richter war Michael A. Musmanno. Am 9. April 1948 wurde Graf in den ersten beiden Anklagepunkten – (1) Verbrechen gegen die Menschlichkeit, (2) Kriegsverbrechen – angesichts seines geringen Dienstgrades und fehlender Befehlsverantwortung für die in der Zeit seiner Mitgliedschaft durch seine Einheit verübten Morde freigesprochen und im dritten Anklagepunkt – (3) Mitgliedschaft in einer kriminellen Organisation – für schuldig befunden. Als mildernder Umstand wurde seine Distanzierung von der SS 1936 angesehen, auch wenn Graf im Zusammenhang mit seiner Verpflichtung zum SD 1940 wieder der SS beigetreten war. Graf wurde zu einer Haftstrafe in Höhe der bereits verbüßten Untersuchungshaft verurteilt (time served) und aus der Haft entlassen. Damit war Graf der einzige Angeklagte im Einsatzgruppen-Prozess, der bei Prozessende entlassen wurde. Von seinen Mitangeklagten wurden 14 zum Tode verurteilt.